# Sant Genèst dau Retz
Saint-Genès-du-Retz és un municipi francès situat al departament del Puèi Domat i a la regió d'Alvèrnia-Roine-Alps. L'any 2007 tenia 483 habitants.

## Demografia

### Població
El 2007 la població de fet de Saint-Genès-du-Retz era de 483 persones. Hi havia 189 famílies de les quals 42 eren unipersonals (19 homes vivint sols i 23 dones vivint soles), 58 parelles sense fills, 62 parelles amb fills i 27 famílies monoparentals amb fills.
La població ha evolucionat segons el següent gràfic:
Habitants censats

### Habitatges
El 2007 hi havia 220 habitatges, 191 eren l'habitatge principal de la família, 10 eren segones residències i 19 estaven desocupats. 219 eren cases i 1 era un apartament. Dels 191 habitatges principals, 175 estaven ocupats pels seus propietaris, 12 estaven llogats i ocupats pels llogaters i 5 estaven cedits a títol gratuït; 5 tenien dues cambres, 16 en tenien tres, 49 en tenien quatre i 121 en tenien cinc o més. 154 habitatges disposaven pel capbaix d'una plaça de pàrquing. A 70 habitatges hi havia un automòbil i a 107 n'hi havia dos o més.

### Piràmide de població
La piràmide de població per edats i sexe el 2009 era:
| Homes | Edats   | Dones |
| ----- | ------- | ----- |
| 0     | 95 o +  | 0     |
| 0     | 90 a 94 | 8     |
| 4     | 85 a 89 | 0     |
| 0     | 80 a 84 | 4     |
| 0     | 75 a 79 | 4     |
| 16    | 70 a 74 | 28    |
| 16    | 65 a 69 | 8     |
| 4     | 60 a 64 | 12    |
| 4     | 55 a 59 | 4     |
| 12    | 50 a 54 | 8     |
| 24    | 45 a 49 | 12    |
| 16    | 40 a 44 | 16    |
| 20    | 35 a 39 | 20    |
| 16    | 30 a 34 | 24    |
| 8     | 25 a 29 | 8     |
| 12    | 20 a 24 | 8     |
| 16    | 15 a 19 | 0     |
| 20    | 10 a 14 | 4     |
| 20    | 5 a 9   | 16    |
| 8     | 0 a 4   | 20    |

## Economia
El 2007 la població en edat de treballar era de 316 persones, 246 eren actives i 70 eren inactives. De les 246 persones actives 229 estaven ocupades (121 homes i 108 dones) i 18 estaven aturades (9 homes i 9 dones). De les 70 persones inactives 38 estaven jubilades, 18 estaven estudiant i 14 estaven classificades com a «altres inactius».

### Ingressos
El 2009 a Saint-Genès-du-Retz hi havia 199 unitats fiscals que integraven 510 persones, la mediana anual d'ingressos fiscals per persona era de 18.739 €.

### Activitats econòmiques
Dels 15 establiments que hi havia el 2007, 2 eren d'empreses de fabricació d'altres productes industrials, 9 d'empreses de construcció, 1 d'una empresa de comerç i reparació d'automòbils, 1 d'una empresa de transport, 1 d'una empresa de serveis i 1 d'una entitat de l'administració pública.
Dels 6 establiments de servei als particulars que hi havia el 2009, 3 eren paletes, 1 fusteria i 2 electricistes.
L'any 2000 a Saint-Genès-du-Retz hi havia 22 explotacions agrícoles que ocupaven un total de 840 hectàrees.

## Equipaments sanitaris i escolars
L'únic equipament sanitari que hi havia el 2009 era una ambulància.
El 2009 hi havia una escola elemental integrada dins d'un grup escolar amb les comunes properes formant una escola dispersa.

## Poblacions més properes
El següent diagrama mostra les poblacions més properes.